# Clan Ichijō
Il clan Ichijō (一条家?, Ichijō-ke) fu un clan del Giappone feudale, aristocratico e discendente dei Fujiwara

## Storia
Fondato da Ichijō Sanetsune, figlio di Kujō Michiie, il clan fu una delle cinque famiglie Fujiwara da cui vennero scelti i Sekkan. Tra i rami del clan troviamo la famiglia Daigo (醍醐家?, Daigo ke), fondata nel primo periodo Edo da Ichijō Fuyumoto, figlio di Ichijō Akiyoshi.
Durante la prima parte del Periodo Sengoku, dopo esser stati vassalli dei clan Hosokawa e Miyoshi, i Chōsokabe divennero vassalli degli Ichijō: già dai primi momenti del periodo Sengoku, infatti, Chōsokabe Kanetsugu morì contro il clan Motoyama, e suo figlio Kunichika fu quindi allevato dall'aristocratico Ichijō Husaie. In seguito, mentre si avvicinava alla morte, Kunichika si vendicò contro il clan Motoyama e li distrusse con l'aiuto degli Ichijō nel 1560.
Tempo dopo, però, a Kunichika succedette Motochika, suo erede e futuro daimyō del clan, che riuscì ad imporsi su tutta l'isola di Shikoku nel 1584 sconfiggendo i suoi rivali. I primi a cadere furono gli stessi Ichijō, rovesciati nel 1574; l'anno dopo, Motochika vinse la battaglia di Watarigawa e poi sconfisse i clan Kōno e Sogō. Il suo potere su tutta Shikoku si impose definitivamente nel 1583.

## Ramo principale
1. Ichijo Sanetsune
2. Ichijo Ietsune
3. Ichijo Uchisane
4. Ichijo Uchitsune
5. Ichijo Tsunemichi
6. Ichijo Fusatsune
7. Ichijo Tsunetsugu
8. Ichijo Kaneyoshi
9. Ichijo Norifusa
10. Ichijo Fuyuyoshi
11. Ichijo Fusamichi
12. Ichijo Kanefuyu
13. Ichijo Uchimoto
14. Ichijo Akiyoshi
15. Ichijo Norisuke
16. Ichijo Kaneteru
17. Ichijo Kaneka
18. Ichijo Michika
19. Ichijo Teruyoshi
20. Ichijo Tadayoshi
21. Ichijo Sanemichi (1788-1805)
22. Ichijo Tadaka (1812-1863)
23. Ichijo Saneyoshi (1835-1868)
24. Ichijo Tadasada (1862-?)
25. Ichijo Saneteru (1866-1924)
26. Ichijo Sanetaka (1880-1959)
27. Ichijo Sanefumi (1917-1985)
28. Ichijo Saneaki (1945-vivente)
29. Ichijo Sanetsuna (erede)

### RamoTosa-Ichijō(土佐一条氏?)
1. Ichijō Norifusa
2. Ichijō Fusaie
3. Ichijō Fusafuyu
4. Ichijō Fusamoto
5. Ichijō Kanesada
6. Ichijō Tadamasa
7. Ichijō Masachika